# Sky Blu (Forschungsstation)
Sky-Blu Field Station ist eine vorgeschobene Polarstation für den British Antarctic Survey im südlichen Palmer Land in der Antarktika und befindet sich in einem Blaueisgebiet. Die Station hat daher eine für Flugzeuge mit Rädern geeignete Start- und Landebahn, die die größte in diesem Gebiet ist.
Die Anlage dient zur Lagerung von Treibstofffässern und Feldausrüstung für den Weitertransport durch Twin Otters. Die Station ist mit mindestens zwei, in der Regel aber mit drei Personen, einschließlich eines Mechanikers, besetzt. Das Personal isst und schläft in einer aus Fiberglas gefertigten, melonenförmigen Hütte (Melon hut). Zusätzlich gibt es eine Garage und Zelte.

## Geschichte
Der Standort der Station wurde vom British Antarctic Survey (BAS) in der Saison 1993/1994 lokalisiert und entwickelte sich schnell zu einem wesentlichen Stützpunkt für die weiter nach Süden reichenden Operationen des BAS. Hauptgrund dafür ist die auf dem Blaueisfeld mögliche Start- und Landemöglichkeit für Flugzeuge mit Rädern. Der BAS kann sie daher mit den viermotorigen Dash-7-Maschinen von der Rothera-Station direkt anfliegen, und dabei deutlich mehr Last transportieren als mit den ansonsten verwendeten Twin Otters.
Vollen Betrieb nahm die Station ab der Saison 1997/1998 auf. Die Nutzung stieg seit dem immer weiter an. Kurze Zeit später wurde das alte Lager in der Nähe der Sky-Hi-Nunatakker aufgegeben. Der dortige Wetterstand wurde 2004 verlegt.
Unterkunft für das Personal vor Ort bietet die sogenannte Melon hut als Wohnbereich sowie mehrere Hilfszelte für Vorräte und Ausrüstung wie Traktoren und Treibstoff.  Die Melon hut ist eine ca. 5 m × 3 m große Fiberglaskonstruktion in der ungefähren Form einer Melone, daher der Name – obwohl die Hütte zur besseren Sichtbarkeit leuchtend rot ist.

## Flugplatz
i7
i11
i13
Die Start- und Landebahn aus blauem Eis wird von den Mitarbeitern der Station mit handelsüblichen leichten Schneepflügen und Schneefräsen präpariert, die mit den Dash-7-Flugzeugen angeliefert werden können. Bei günstigen Windverhältnissen und guten Bedingungen ist eine Start- und Landebahn von 1,2 km Länge und 50 m Breite möglich. Der Betrieb wird jedoch oft durch leichte Winde behindert, die kniehohe Schneeverwehungen verursachen und den Kontrast verringern.
Um den Kontrast für anfliegende Flugzeuge zu verbessern, wird die Landebahn durch Flaggen markiert.